# 주간고속도로 제39호선
주간고속도로 제39호선(영어: Interstate 39, I-39)은 미국 중부 일리노이주 노멀(Normal)과 북부 위스콘신주 러스차일드(Rothschild)를 잇는 총 연장 492.68km의 고속도로이다. 39호선은 미국 고속도로 제51호선을 대체하기 위하여 건설되었다. 51호선은 1980년대에 2차선 고속도로로는 미국에서 가장 통행량이 많은 도로로 꼽혔다. 따라서 1980년대와 1990년대 사이에 일반 고속도로를 주간고속도로로 승격시키는 공사를 벌여 39호선으로 개명, 개통되었다.
39호선의 특이한 점은 위스콘신주 포테지(Portage) 근처 약 13 km 부근을 제외한 나머지 전 노선은 다른 도로와 겹친다는 점이다. 39호선은 일리노이주와 위스콘신주의 경계선부터 포테지에 이르기까지는 90호선과 겹치며 90호선이 39호선보다 더 먼저 건설되었으므로 90호선의 출구번호는 남쪽으로 증가하며 이에 따라 39호선의 출구번호는 북쪽으로 갈수록 적어진다는 독특한 점도 가지고 있다. 하지만 포테지 이후의 구간부터는 다시 번호가 증가한다. 또한 위스콘신의 주도인 매디슨부터는 94호선과도 노선이 일치해 포테지까지 계속 노선을 공유한다. 위스콘신주 내에 위치한 39호선, 90호선, 94호선의 세 노선이 모두 겹치는 47 km 구간은 미국 전역에서 3개의 주간고속도로가 일치하는 구간으로는 가장 길다.